# Jikke van Loon
Jikke van Loon (Den Haag, 1971) is een Nederlands beeldhouwer en tekenaar.

## Leven en werk
Van Loon studeerde aan de Wackers Academie in Amsterdam, als leerling van Hans Bayens. Ze maakt onder meer figuratieve plastieken met een impressionistische inslag. Een voorbeeld daarvan is het tweedelig Maduro-monument op het voorplein van miniatuurstad Madurodam. Ze maakte daarvoor twee beelden, een van de 10-jarige George Maduro en een van de volwassen Maduro, die in 2016 en 2017 werden geplaatst. Ze hoopte hiermee "verbindingen tot stand te brengen. Verbinding met de geschiedenis en met de persoon George Maduro. Verbinden van mensen en kinderen met het beste in zichzelf. Verbinding en verankering met het gedachtegoed van vrede en recht."
Geïnspireerd door twee 14e-eeuwse beelden van Japanse tempelwachters in het Rijksmuseum Amsterdam nam Van Loon het initiatief voor het Project NIO-MON, A portal, A Home. Doel is de beeltenis van de tempelwachters, uitgevoerd in Delfts blauwe tegels, naar hun oorspronkelijke tempel in Yokota over te brengen. Ze zet zich bovendien in voor herstel van het tempelcomplex.

## Enkele werken
- 1999: Buste van koningin Beatrix, collectie Museum van de Kanselarij der Nederlandse Orden.[7]
- 2006: Monument voor Anton de Kom, Anton de Komplein, Amsterdam-Zuidoost. In opdracht van de gemeente Amsterdam-Zuidoost en het Amsterdamse Fonds voor de Kunsten. Het drie meter hoog ontwerp, uitgevoerd in gele kabbes-hout, is opgenomen in de collectie van het Rijksmuseum Amsterdam.[8]
- 2013: Buste van Harry Mulisch, Grote Markt, Haarlem.[9]
- 2016-2017: Maduro-monument, twee standbeelden van George Maduro, bij Madurodam, Scheveningen.
- 2018: Buste van Godert de Vos van Steenwijk, collectie Beeldentuin De Havixhorst.[2]

## Galerij

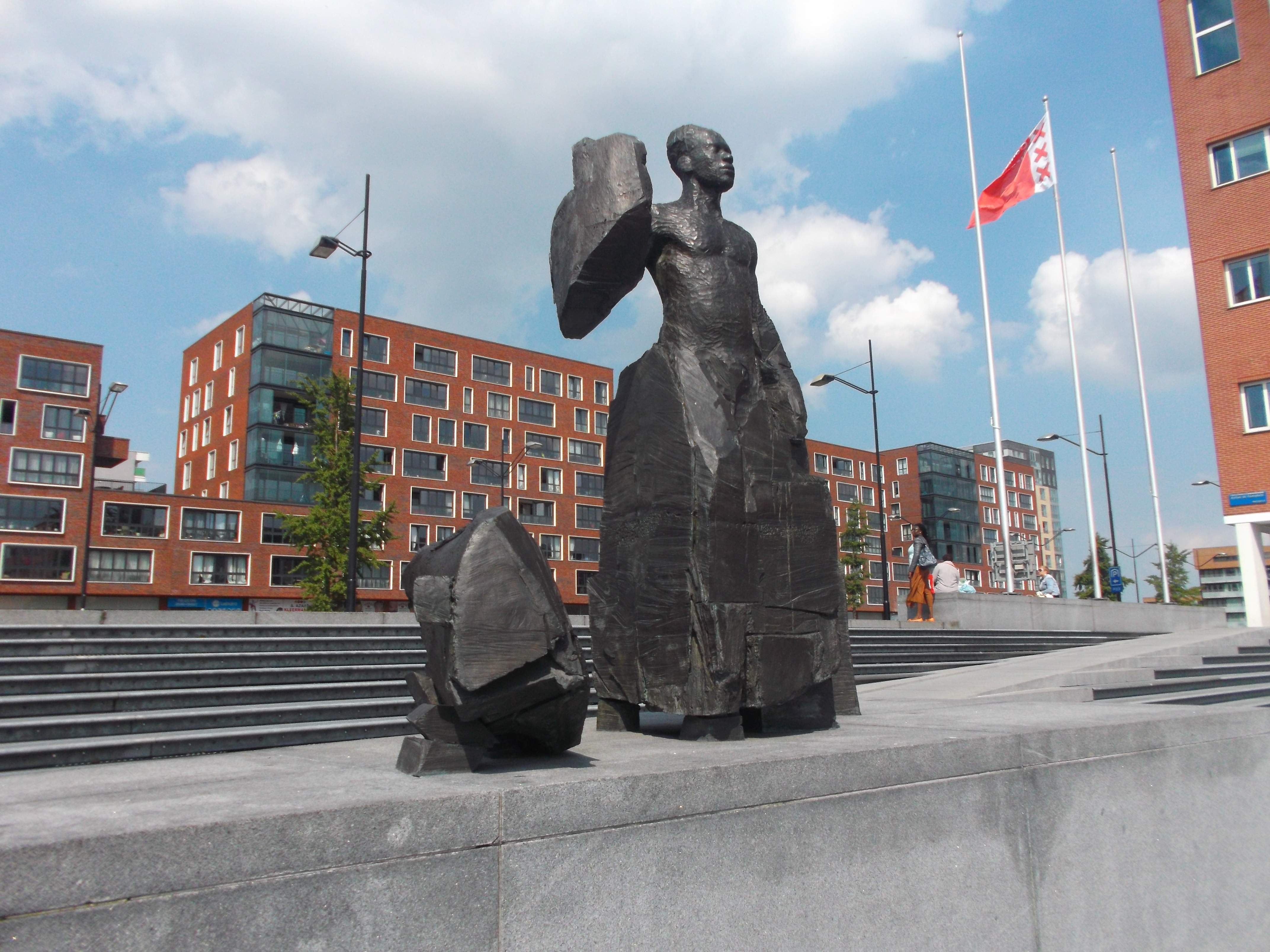
Monument voor Anton de Kom (2006)
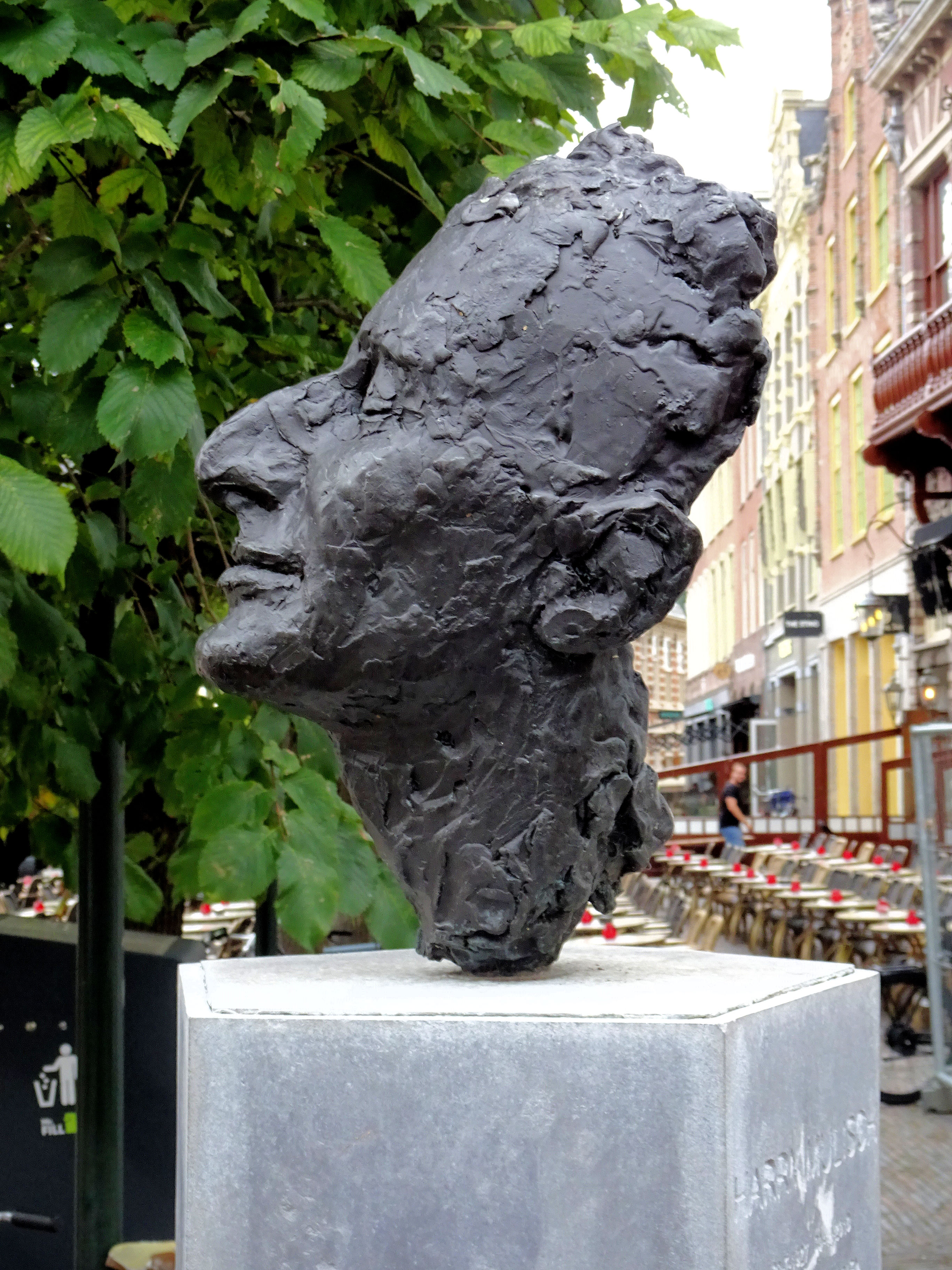
Buste van Harry Mulisch (2013)
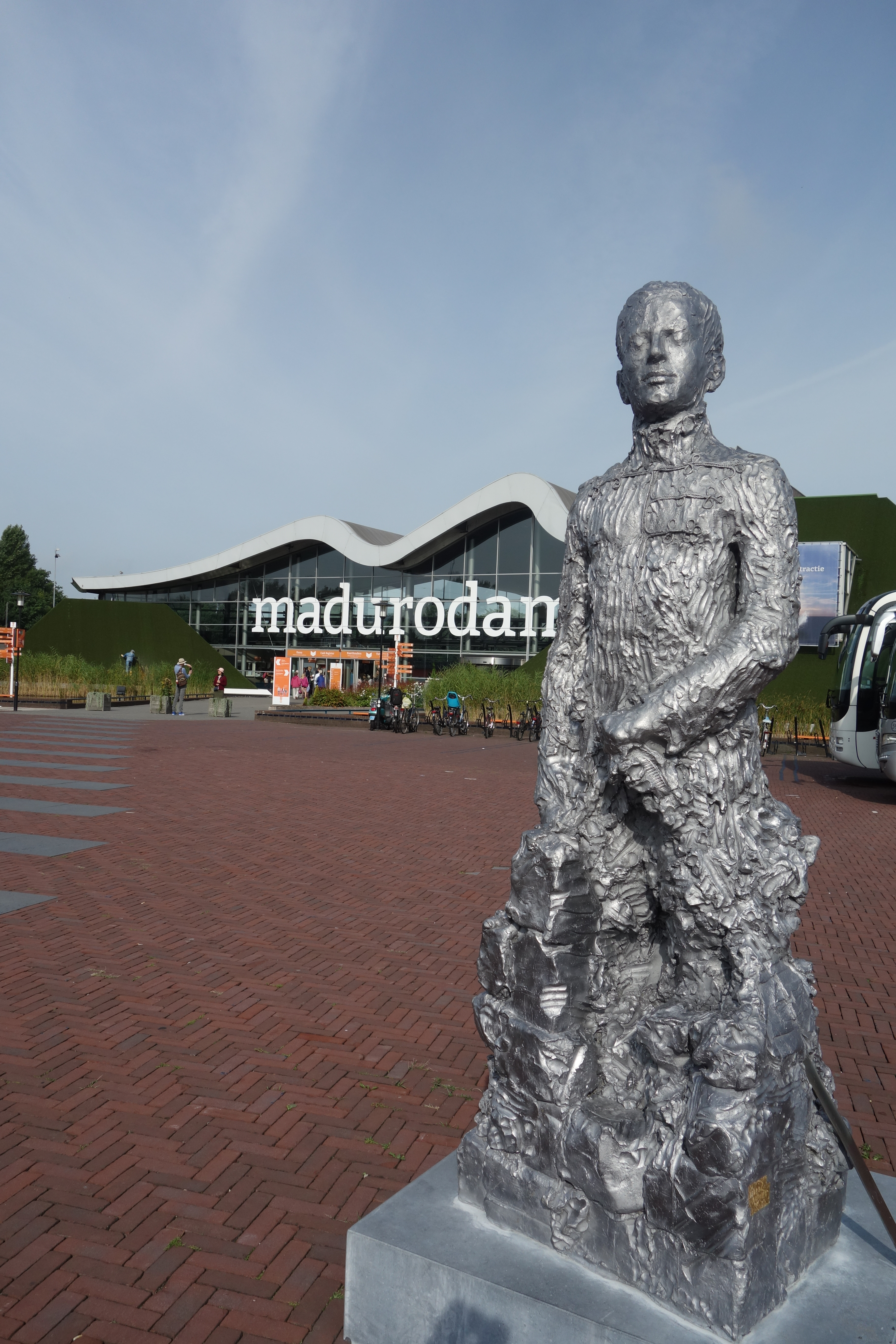
Standbeeld van George Maduro (2017)